# Jasmine Abedi
Ghazaleh Jasmine Abedi (sinh ngày 27 tháng năm 1972) là một nhà văn, nhà sản xuất và luật sư người Mỹ gốc Iran.
Abedi sinh ra ở Colorado. Bà nhận bằng Cử nhân Khoa học Xã hội tại Đại học California, Irvine và bằng Tiến sĩ Luật của Đại học Loyola Marymount. Là một luật sư chuyên về công nghiệp giải trí, bà đã làm việc trên nhiều chương trình truyền hình cho Fox, NBCUniversal, ABC, MTV,
Bà và chị gái Colet Abedi là đồng tác giả của hai cuốn tiểu thuyết dành cho thanh thiếu niên bán chạy nhất Fae và The Dark King, cả hai đều được xuất bản bởi Diversion Books. Đạo diễn kiêm nhà sản xuất từng đoạt giải Oscar Ridley Scott đã chọn bản quyền phim Fae, phần đầu tiên của bộ ba cuốn sách
Năm 2011, bà là đồng sáng lập công ty mỹ phẩm Generation Klean, Inc cùng với JD Larsen, và tiếp tục giữ vai trò đồng Giám đốc điều hành.